# Adiantum hispidulum
Adiantum hispidulum is een varensoort uit de lintvarenfamilie (Pteridaceae). De soort komt voor in Afrika, Australië, Nieuw-Zeeland, Maleisië, Polynesië en andere Pacifische eilanden.
De bladeren ontspringen in groepjes vanuit de rizomen die onder rotsen of in de bodem van beschutte plaatsen liggen. 
A. capillus-veneris (Echt venushaar) · A. cuneatum · A. diaphanum (Smal venushaar) · A. hispidulum · A. macrophyllum · A. pedatum (Hoefijzervaren) · A. peruvianum · A. raddianum (Fijn venushaar) · A. reniforme · A. tenerum · A. trapeziforme · A. venustum · A. viridimontanum · ...